# City of Bankstown
City of Bankstown var en kommun i Australien. Den låg i delstaten New South Wales, i den sydöstra delen av landet, omkring 19 kilometer väster om delstatshuvudstaden Sydney. Antalet invånare var 196 974. Arean var 77 kvadratkilometer.
Följande samhällen fanns i Bankstown:
- Bankstown
- Regents Park
- Milperra
- Padstow
- Revesby